# Seyyed Zia al Din Tabatabai

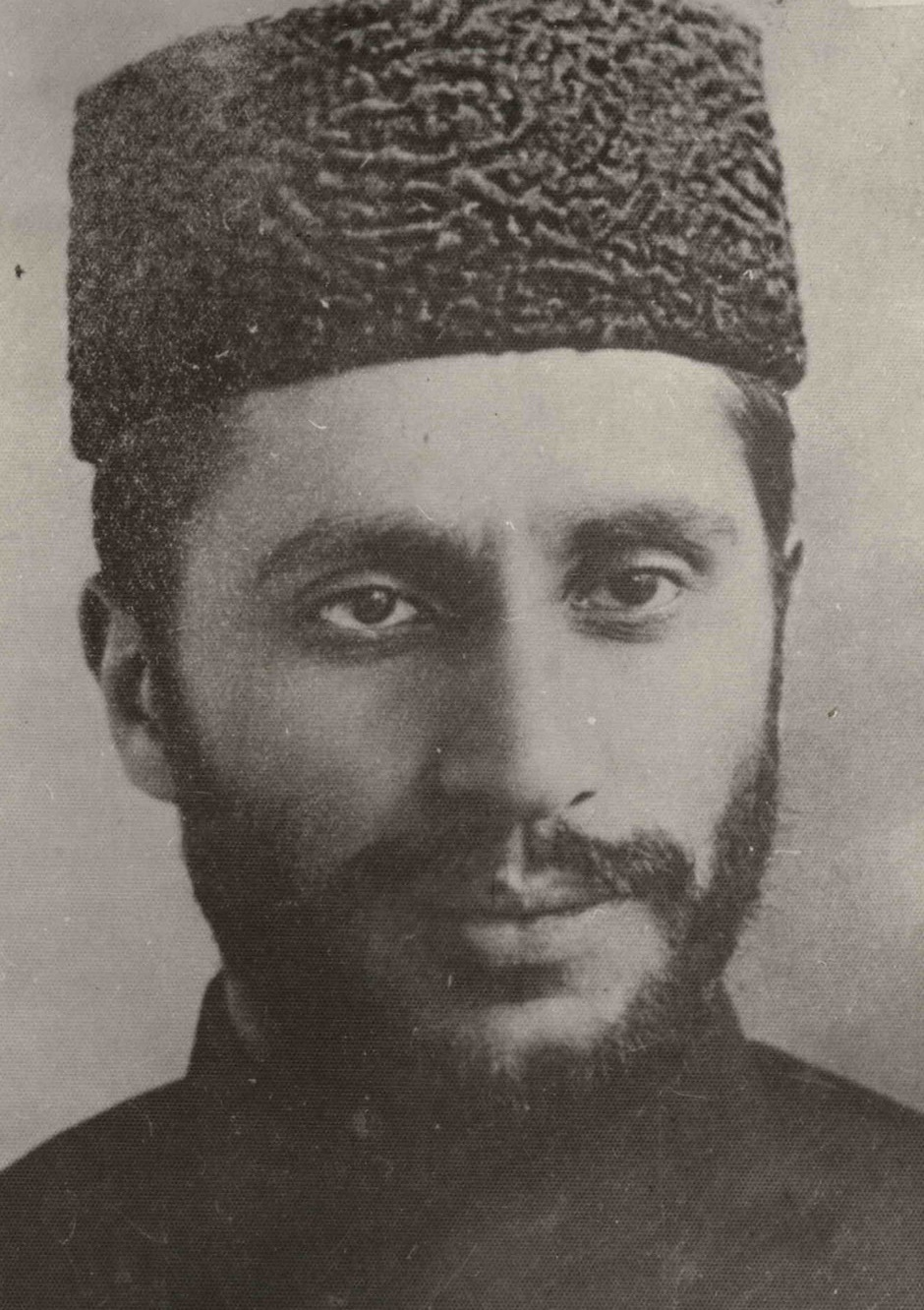
Seyyed Zia al Din Tabataba'i, 1921

Seyyed Zia al Din Tabataba'i (persisch سید ضیاءالدین طباطبائی, DMG Seyyed Żiyā’ ad-Dīn-e Ṭabāṭabā’ī; * 1888 in Schiras; † 29. August 1969 in Teheran) war ein iranischer Journalist und Politiker. Er war nach einem Staatsstreich von Februar bis Mai 1921 Premierminister unter Ahmad Schah Kadschar, dem letzten Schah der Kadscharen-Dynastie.

## Frühe Jahre
Seyyed Zia al Din, der später den Namen Tabataba'i führte, kam in Schiras zur Welt. Sein Vater, Seyyed Ali Yazdi, war ein schiitischer Geistlicher und hatte mehr als 30 Kinder von 15 Frauen. Seyyed Ali war als guter Redner bekannt. In der Konstitutionellen Revolution verteidigte er zunächst die absolutistische Monarchie unter Mohammed Ali Schah, unterstützte später aber die Konstitutionalisten.
Nachdem sein Vater nach Tabris gezogen war, verbrachte Seyyed Zia seine Kindheit in Tabris und besuchte dort auch die Schule. Mit 12 Jahren ging er nach Teheran und mit 15 wieder zurück nach Shiraz zu seiner Großmutter. In Shiraz gab er bereits mit 16 Jahren seine erste Zeitung Nedaye Islam heraus, die auf grünem Papier gedruckt war. Im Alter von 20 Jahren zog er mit seinen Eltern nach Teheran und gab dort die regierungskritische Zeitung Sharq heraus. Er entkam seiner Verhaftung, indem er in der Österreichischen Botschaft um Asyl nachsuchte. Nach einer allgemeinen Amnestie reiste er 1911 nach Paris und London, um sich weiterzubilden.
Im Jahre 1913 kehrte er nach Iran zurück und gründete 1914 die Zeitung Ra'ad (Donner), eine von zwei Zeitungen, die in Teheran in jener Zeit erschienen. Bei der Zeitung arbeitete auch Aynal Molk, der Vater des späteren Premierministers Amir Abbas Hoveyda. Nachdem auch diese Zeitung verboten worden war, brachte er ein neues Blatt mit dem Namen Bargh (Blitz) heraus.
Seyyed Zia fuhr 1917 nach St. Petersburg und wurde unmittelbar Zeuge der Februarrevolution und später der Oktoberrevolution. Dieses Erlebnis sollte seine spätere politische Karriere entscheidend beeinflussen. Seyyed Zia hatte erlebt, wie ein Einzelner, Lenin, die politische Entwicklung einer ganzen Nation bestimmte.
Zu Beginn des Jahres 1920 wurde Seyyed Zia al Din von Premierminister Hassan Vosough zusammen mit den Gendarmerieoffizier Kazem Saya als Leiter einer Wirtschaftsdelegation in die nach dem Ende des Ersten Weltkriegs neu entstandenen Staaten Aserbaidschan, Georgien und Armenien entsandt. Ziel der Verhandlungen mit der aserbaidschanischen Regierung war es, die mögliche Zusammenarbeit zwischen der Ölindustrie in Baku und der Anglo-persischen Oil Company auszuloten. Die von Seyyed Zia begonnenen Verhandlungen mussten nach der Besetzung von Baku durch sowjetische Truppen abgebrochen werden. Der aserbaidschanische Minister für Industrie und Minen Tlekhas wurde von den Sowjets verhaftet und wegen „Verhandlungen mit den britischen Imperialisten“ erschossen.

## Der Putsch von 1921
Im Jahr 1921 stand Iran als staatliche Einheit am Rande des Zusammenbruchs. Im Norden Irans standen sowjetische Truppen, die den Aufbau einer Iranischen Sowjetrepublik in Gilan unterstützten. Im Süden standen unter der Führung von General Ironside die britischen Truppen, die die wirtschaftlichen Interessen des Vereinigten Königreiches schützen sollten. Nach dem Rücktritt Hassan Pirnias bot Ahmad Schah das Amt Hassan Mostofi und Abdol Hossein Mirza Farmanfarma an. Beide lehnten ab. Am Ende erklärte sich Fathollah Akbar Sepahdar bereit, das Amt des Premierministers zu übernehmen. Das bereits 1917 gewählte Parlament hatte sich immer noch nicht konstituiert. Eine der ersten Aufgaben des Premierministers sollte sein, endlich die gewählten Abgeordneten zur konstituierenden Sitzung der vierten Sitzungsperiode des Parlaments zusammenzurufen.
Ein weiteres Problem, das der dringenden Lösung bedurfte, war die weitere Finanzierung und das damit verbundene Oberkommando der Persischen Kosakenbrigade. Nach dem Zusammenbruch des zaristischen Russlands blieb die finanzielle Unterstützung aus Russland aus. Die Briten hatten im Süden Irans eine eigene örtliche Miliz, die South Persia Rifles, aufgebaut. Der anglo-iranische Vertrag von 1919 sah vor, dass die weitere Finanzierung der Persischen Kosakenbrigade von den Briten übernommen würde. Im Gegenzug sollten alle russischen Offiziere entlassen werden und britische Offiziere das Oberkommando übernehmen.
Seyyed Zia, der sich nach der Rückkehr aus Sankt Petersburg vom Journalisten zum politischen Aktivisten gewandelt hatte, mischte sich in die politische Diskussion ein und begann Pläne für einen Sturz der Regierung von Premierminister Sepahdar zu schmieden. Seyyed Zia wurde Mitglied im „Eisernen Komitee“ (Komiteh-e Ahan), einer politischen Gruppierung, die ursprünglich von den Briten in Isfahan gegründet worden war. Die Treffen der Gruppe fanden im Haus von Seyyed Zia statt. Die meisten Mitglieder waren pro-britische iranische Politiker, darunter einige Abgeordnete, die über den wachsenden Einfluss der Sowjets in Iran besorgt waren. Auch Mahmud Jam, der später Premierminister werden sollte, zählte zu den Mitgliedern.
Seyyed Zia unterhielt enge Kontakte zur britischen Botschaft und entwickelte Pläne, dass man eine neue Armee gründen müsse, die stark genug sei, die sowjetischen Truppen aus dem Norden Irans zu vertreiben. Der britische Botschafter Norman, der mit der Arbeit Premierminister Sepahdars höchst unzufrieden war, sah in Seyyed Zia einen möglichen neuen Premierminister, der mit den politischen Interessen der Briten eher übereinstimmte als Sepahdar. Norman und Seyyed Zia trafen sich regelmäßig und entwickelten Pläne, wie das Finanzwesen und die Verwaltung Irans zu reformieren sei. Britische Experten sollten die iranische Armee, das Finanzwesen und die Verwaltung reformieren. General Ironside, der die britischen Truppen in Iran befehligte, hatte bereits Kontakt zu den Offizieren der Kosakenbrigade aufgenommen und erste Reformen eingeleitet. Die von Reza Khan befehligte Kosakenbrigade in Aqa Baba, westlich von Qazvin gelegen, machte offensichtlich die besten Fortschritte, so dass General Ironside daran dachte, die britischen Truppen nach Bagdad abzuziehen. Ironside verpflichtete Reza Khan, den Abzug der britischen Truppen dadurch zu ermöglichen, dass er den Schutz Teherans vor einer kommunistischen Machtübernahme durch die neu formierte Kosakenbrigade gewährleistete.

Ein Sturz der Regierung Sepahdar lag förmlich in der Luft. Seyyed Zia hatte zunächst Brigadegeneral Mohammad Nakhjavan von der Kosakenbrigade kontaktiert, ob er den militärischen Teil eines Putsches gegen die Regierung Sephadar übernehmen würde. Wenig später kontaktierte Seyyed Zia Reza Khan, der zu dem Putsch bereit war, wenn er als Gegenleistung das Oberkommando der Kosakenbrigade erhielt. Ahmad Amir-Ahmadi schilderte die Ereignisse wie folgt:

„Nachdem entschieden war, eine größere Einheit von Kosaken nach Qazvin zu senden, kam Brigadegeneral Reza Khan mit seinem Truppenkontingent nach Qazvin. Er berichtete mir, dass er nach Teheran wolle, um mit einigen einflussreichen Leuten darüber zu reden, ob er nicht Kommandeur der persischen Kosaken werden könne. Einige Tage später trafen wir uns wieder in Qazvin, wobei er mir berichtete, dass er seinen Plan mit einigen Personen besprochen habe, die keine Einwände gegen sein Vorhaben hätten, wenn die Offiziere, die aufgrund ihrer Seniorität eher Anspruch auf den Posten hätten, keine Einwände erheben würden. Wir beschlossen, dass Reza Khan einen Brief an zwei ältere Offiziere schreiben würde, darunter auch an meinen Schwiegervater Generalmajor Mohammad Tofiqi Sardar Azim. Ich brachte die Briefe nach Teheran und erhielt deren schriftliche Zustimmung, dass sie keine Einwände erheben würden, wenn Reza Khan zum Kommandeur der Kosaken befördert würde.“

In der Nacht von 20. auf den 21. Februar 1921 war es dann soweit. Reza Khan und Seyyed Zia marschierten mit 1500 Kosaken nach Teheran und setzten die Regierung von Premierminister Sepahdar ab. Am 22. Februar 1921 wurde Seyyed Zia von Ahmad Schah zum Premierminister ernannt.

## Premierminister
Bereits in den ersten Tagen seiner Regierung kam Seyyed Zia in erhebliche Schwierigkeiten, als die Gouverneure von Fars, Mohammad Mossadegh, und Khorasan, Ahmad Qavam, die neue Zentralregierung nicht anerkennen wollten. Seyyed Zia hielt im Parlament eine flammende Rede gegen die korrupte politische Klasse, die ihre Privilegien aus der vorparlamentarischen Zeit zäh verteidigte und das Land an den Rand des Ruins gewirtschaftet hatte. Nach seiner Rede ordnete er eine Verhaftungswelle an, die Iran bis dahin noch nicht gesehen hatte. In wenigen Tagen wurden durch Reza Khans Kosaken, die Gendarmen und die lokale Polizei über 60 führende Persönlichkeiten des politischen Lebens Irans verhaftet, darunter auch viele Mitglieder der Kadscharenfamilie. Unter den Verhafteten waren die ehemaligen Premierminister Mohammad Vali Khan Sepahsalar Tonekaboni, Saad al Dowleh, Abdol Majid Mirza Eyn-al-Dowleh und Abdol Hossein Mirza Farmanfarma sowie Seyyed Hassan Modarres. Ferner wurden nahezu alle Großgrundbesitzer Irans verhaftet. Einen Monat nach dem Putsch betrug die Zahl der Verhafteten ca. 200 Personen. Es sollte nicht lange dauern, bis die Familien der Verhafteten eine politische Kampagne gegen Seyyed Zia organisierten, die zu ständigen Unruhen führen sollte. Seyyed Zia teilte den Familien mit, dass die Verhafteten umgehend freikämen, wenn sie vier Mio. Toman rückständige Steuern bezahlen würden. Die Familien lehnten ab.
Als einzige stabilisierende Kraft erwies sich die Kosakenbrigade unter der Führung von Reza Khan. Reza, der zunächst als Oberbefehlshaber der Kosakenbrigade keine Position im Kabinett Zias hatte, forderte und bekam das Verteidigungsministerium und löste damit Masoud Keyhan ab. Zum Streit zwischen Reza Khan und Tabataba’i kam es am 21. April 1921. Zia hatte einige britische Offiziere ohne Wissen Reza Khans als beratende Kommandeure berufen. Reza befahl seinen Soldaten, Befehle der britischen Offiziere nicht zu befolgen. Am 6. Mai kam es zu einem weiteren Konflikt. Reza Khan forderte von Zia, dass die Gendarmen, die dem Innenministerium unterstanden, seinem Ministerium zugeordnet werden sollten. Nachdem dies geschehen war, kontrollierte Reza alle bewaffneten Kräfte.
Das politische Reformprogramm Seyyed Zias sah vor, dass das gesamte Rechtssystem Irans modernisiert und nach europäischem Standard ausgerichtet werden sollte. Seyyed Zia berief eine Reformkommission ein, die von Mohammad Ali Foroughi geleitet werden sollte. Das Finanzministerium wurde zunächst geschlossen, um das Steuer- und Finanzwesen grundlegend zu reformieren. Um die Wirtschaft anzukurbeln oder in die Infrastruktur zu investieren, fehlten schlicht die nötigen Mittel. Auch die Abschaffung der Kapitulationsrechte für Briten und Russen kam nicht voran. Seyyed Zia hatte eine Landreform vorgesehen, mit der das Land der Großgrundbesitzer an die Bauern verteilt werden sollte, die auf dem Land arbeiteten. Zum gegebenen Zeitpunkt ein vollkommen unrealistisches Vorhaben. Durchgesetzt wurde das Verbot, Alkohol zu verkaufen, und die Öffnung von Geschäften an Freitagen wie an religiösen Feiertagen, was allerdings die christlichen Armenier und Kaufleute gegen Seyyed Zia aufbrachte.
Ahmad Schah, der Seyyed Zia zunächst positiv gegenüberstand, wollte dieses radikale Reformprogramm Seyyed Zias nicht länger mittragen. Vor allem aber um die verhafteten Politiker und Adligen wieder frei zu bekommen, betrieb Ahmad Schah den Sturz Zias. Nach Rücksprache mit Ahmad Schah forderte Reza Khan am 23. Mai 1921 Zia auf, zurückzutreten und das Land zu verlassen. Er gab ihm 25.000 Toman in bar zur Abdeckung seiner Reisekosten. Zia trat zurück und verließ Teheran. Am 24. Mai wurden alle politischen Gefangenen freigelassen.

## Leben im Exil

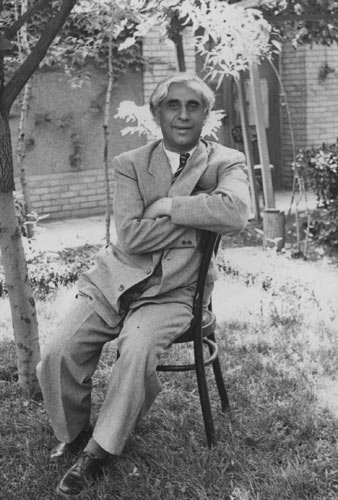
Seyyed Zia al Din Tabatabai zurück in Iran, 1950

Seyyed Zia verbrachte die folgenden Jahre zunächst in Europa. Eine Zeit lang versuchte er, Teppiche in Berlin zu verkaufen, dann zog er nach Genf, wo er vergeblich versuchte, ein Buch zu publizieren. Danach eröffnete er einen Teppichhandel in Montreux. Im Dezember 1931 wurde er in Jerusalem zum Generalsekretär des Allgemeinen Islamischen Kongresses gewählt. In dieser Funktion entwickelte er Pläne für die Islamische Universität, deren Errichtung auf dem Kongress beschlossen worden war. Demnach sollte die Universität drei Fakultäten umfassen, eine für Theologie und islamisches Recht, eine für Medizin und Pharmazie und eine für Ingenieurwesen. Um das Projekt zu verwirklichen, reiste Seyyed Zia 1933 zusammen mit Mohammed Amin al-Husseini in den Irak und nach Indien, um Spenden einzusammeln. Das finanzielle Ergebnis der Reise blieb jedoch stark hinter den Erwartungen zurück, so dass er das Projekt der islamischen Universität aufgab.
Nach 17 Jahren verließ er Europa und zog nach Palästina, um sich als Landwirt zu versuchen.

## Rückkehr nach Iran
Sein Leben im Exil endete 1943. Er kehrte nach Iran zurück und wurde als Abgeordneter der Stadt Yasd für die 14. Legislaturperiode in das iranische Parlament gewählt.
In den folgenden Jahren entwickelte sich Seyyed Zia zu einem Berater für Mohammad Reza Schah. Er traf regelmäßig mit Mohammad Reza Schah zusammen und diskutierte mit ihm offen anstehende Fragen. In den letzten Jahren seines Lebens trafen sich in Seyyed Zias Haus regelmäßig Politiker der unterschiedlichsten Richtungen. Sie baten Seyyed Zia Briefe dem Schah zu übergeben, was dieser auch bei seinen wöchentlichen Treffen mit Mohammad Reza Schah tat.
Seyyed Zia Tabataba'i  war verheiratet, hatte zwei Söhne und eine Tochter. Er starb im Alter von 81 Jahren am 29. August 1969 in Teheran und wurde in Rey begraben. Nach seinem Tod wurde das Haus Tabataba'is, das im Norden Teherans lag, beschlagnahmt und dem SAVAK zur Verfügung gestellt. Später wurde es in ein Gefängnis (Evin-Gefängnis) umgewandelt. Auf dem Gelände befindet sich noch heute das Zentralgefängnis von Teheran.